# Psylliodes inflata
Psylliodes inflata é uma espécie de insetos coleópteros polífagos pertencente à família Chrysomelidae.
A autoridade científica da espécie é Reiche, tendo sido descrita no ano de 1858.
Trata-se de uma espécie presente no território português.